# Ebersheim (Bas-Rhin)
Ebersheim (deutsch und französisch, elsässisch Awersche) ist eine französische Gemeinde mit 2291 Einwohnern (Stand 1. Januar 2021) im Département Bas-Rhin in der Europäischen Gebietskörperschaft Elsass und in der Region Grand Est. Sie ist Mitglied der Communauté de communes de Sélestat.
Das Dorf befindet sich am Zusammenfluss der Ill und des Giessen, etwa sechs Kilometer nordnordöstlich von Sélestat. Ebersheim hat einen Bahnhof an der Bahnstrecke Strasbourg–Basel der SNCF.

## Geschichte und Bevölkerungsentwicklung
Nach Legenden wurde hier um 650 ein Kloster gegründet, das schon 723 erste Schenkungen erhielt. In einer Urkunde von 770 bestätigt König Karl dem von Herzog Adalrich erbauten Kloster Ebersheim im Elsassgau verschiedene Besitzungen (Regesta Imperii I., 138). 810 bestätigt Kaiser Karl (der Große) dem Kloster seine Besitzungen auf Wunsch eines neuen Abtes noch einmal (RI I., 450). 817 bestätigt sein Sohn Ludwig der Fromme dem Kloster Immunität und Königsschutz (Fälschung nach einer echten Urkunde, RI I., 645). In den Jahren 824 und 827 versichert Ludwig der Fromme dem Kloster erneut Immunität, Königsschutz und Besitzungen (Regesta Imperii I., 792, 793, 864).
870 gehörten Kloster und Besitzungen zu den Gebieten, die im Vertrag von Meerssen dem neuen Reich Ludwigs des Deutschen zugeteilt wurden (RI I., 1480).
Die 1320 von den Mönchen geschriebene Ebersheimer Chronik kam nach der Aufhebung des Klosters in eine Straßburger Bibliothek. Dort wurde sie bei einem Brand 1870 vernichtet (RI Kommentare).
| Jahr      | 1910 | 1962 | 1968 | 1975 | 1982 | 1990 | 1999 | 2008 | 2017 |
| --------- | ---- | ---- | ---- | ---- | ---- | ---- | ---- | ---- | ---- |
| Einwohner | 1622 | 1624 | 1635 | 1597 | 1675 | 1854 | 1952 | 1997 | 2239 |

## Sehenswürdigkeiten

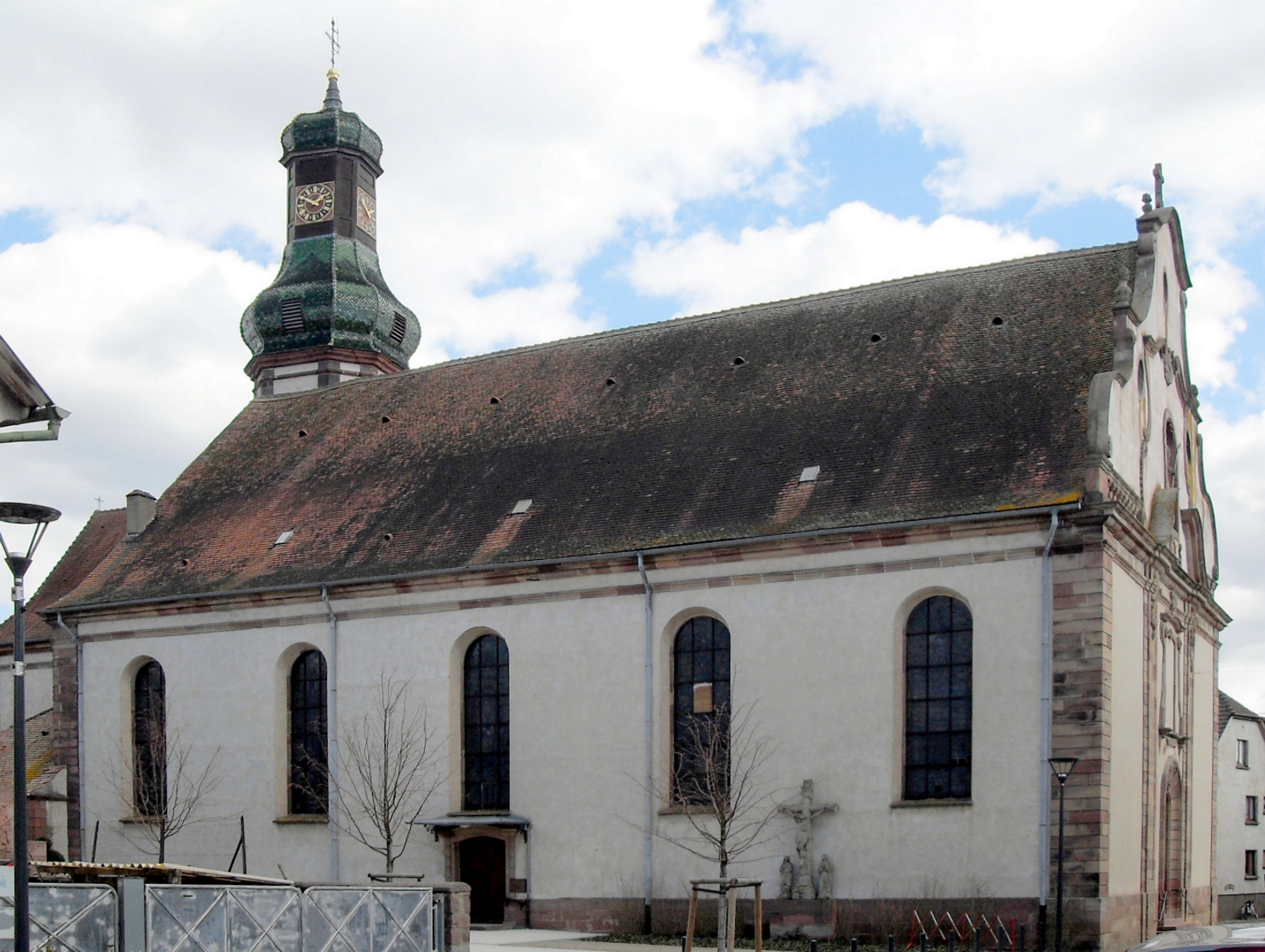
Kirche St. Martin
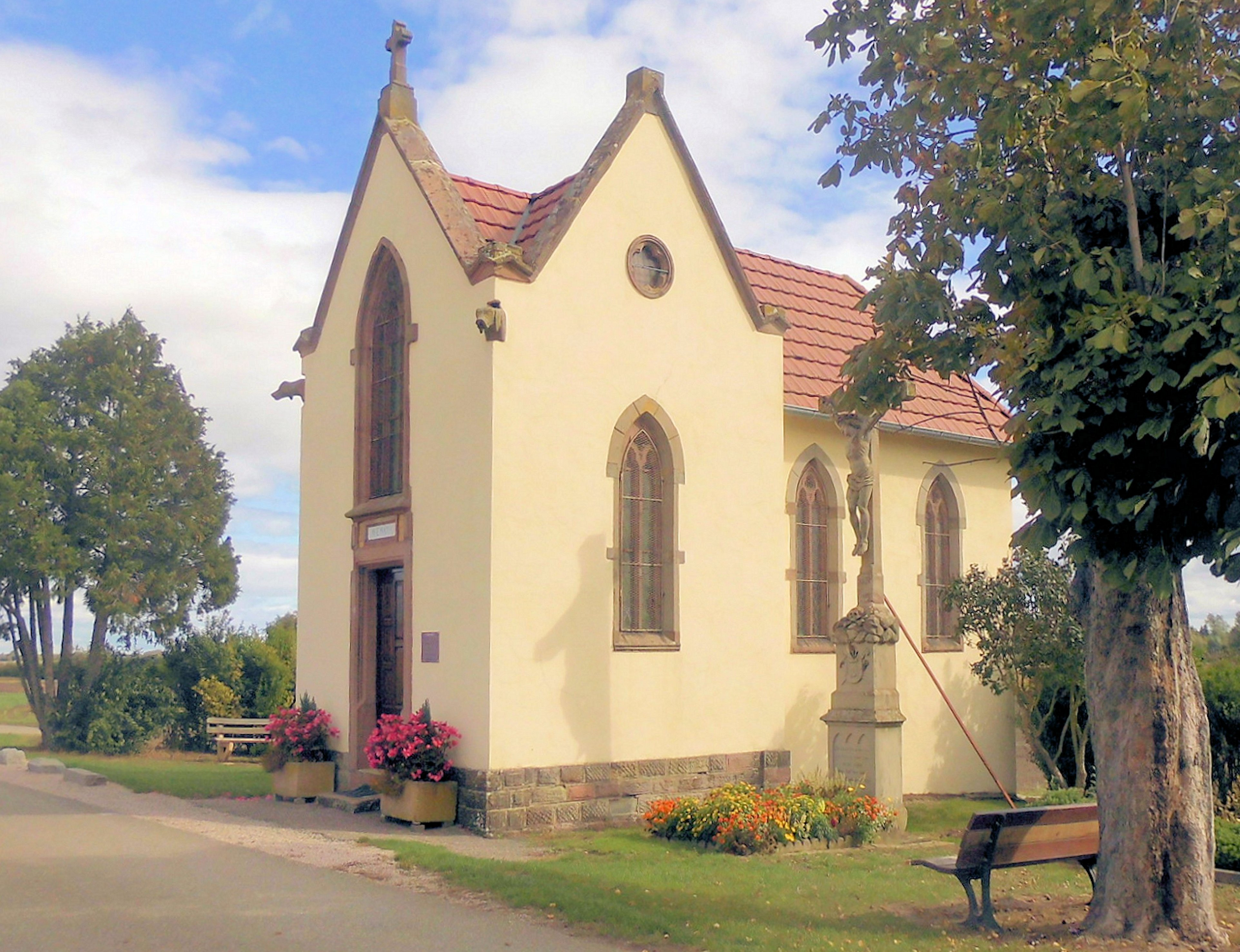
Kapelle Feldlach

- Kirche St. Martin
- Kapelle Feldlach

## Persönlichkeiten
- Ignace Heinrich (1925–2003), französischer Leichtathlet